# 부산광역시건설본부
부산광역시건설본부(釜山廣域市建設本部)는 부산광역시가 직접 시행하는 각종 대규모 건설공사에 관한 사무를 분장하는 부산광역시청의 사업소이다. 본부장은 지방부이사관으로 보한다.

## 설치 근거 및 소관 사무

### 설치 근거
- 「부산광역시 행정기구 설치 조례」 제23조제1항[2]

### 소관 사무
- 치수·하수도공사
- 택지개발 및 공업단지 조성공사
- 공용청사 등 영조물건립 및 공원·조경시설·문화재·체육시설공사
- 도로·교량·터널 건설공사
- 폐기물처리시설중 매립장 및 대형소각시설 설치공사
- 기타 부산광역시장이 지정하는 주요공사에 관한 사항

## 연혁
- 1963년 7월 5일: 부산시도로포장사무소 설치.[3]
- 1968년 3월 5일: 부산시도로사업소로 개편.[4]
- 1981년 8월 8일: 부산직할시도로사업소로 개편.[5]
- 1988년 7월 5일: 부산직할시종합건설본부 설치.[6]
- 1995년 7월 29일: 부산직할시도로사업소를 부산광역시시설안전관리본부로 개편.[7]
- 1996년 6월 14일: 부산직할시종합건설본부, 부산광역시시설안전관리본부를 각각 부산광역시종합건설본부, 부산광역시건설안전관리본부로 개편.[8]
- 1998년 9월 15일: 부산광역시건설본부로 통합.[9]
- 2011년 1월 5일: 낙동강권 일원의 정비·자연생태계복원·수변정비·수해방지사업의 추진 및 시설물 유지관리에 관한 사무를 부산광역시낙동강사업본부에 이관하여 분리.[10]

## 조직

### 본부장
총무부
- 총무팀[12]
- 공정관리팀[12]
- 회계팀[12]
- 보상제1팀[12]
- 보상제2팀[12]

도로교량건설부
- 도로건설제1팀[14]
- 도로건설제2팀[14]
- 도로건설제3팀[14]
- 교량건설제1팀[14]
- 교량건설제2팀[14]

토목시설부
- 토목제1팀[14]
- 토목제2팀[14]
- 토목제3팀[14]
- 조경팀[15]

건축시설부
- 건축제1팀[14]
- 건축제2팀[14]
- 기계제1팀[16]
- 기계제2팀[16]
- 전기제1팀[16]
- 전기제2팀[16]